# Миньковецька сільська рада (Славутський район)
Минькове́цька сільська́ ра́да — орган місцевого самоврядування у Славутському районі Хмельницької області. Адміністративний центр — село Миньківці.

## Загальні відомості
- Миньковецька сільська рада утворена в 1918 році.
- Територія ради: 80,28 км²
- Населення ради: 1 501 особа (станом на 2001 рік)
- Середня щільність населення — 18,280 осіб/км².
- Територією ради протікає річка Утка.

## Населені пункти
Сільській раді підпорядковані населені пункти:
- с. Миньківці
- с. Романіни
- с. Шевченко

## Історія
13 травня 2015 року Верховна Рада України перейменувала село Шевченка Миньковецької сільської ради Славутського району Хмельницької області на село Шевченко.

## Населення
Згідно з переписом УРСР 1989 року чисельність наявного населення села становила 2362 особи, з яких 1064 чоловіки та 1298 жінок.
За переписом населення України 2001 року в селі мешкало 1500 осіб.

### Мова
Розподіл населення за рідною мовою за даними перепису 2001 року:
| Мова       | Відсоток |
| ---------- | -------- |
| українська | 97,60 %  |
| російська  | 2,13 %   |
| білоруська | 0,13 %   |

## Склад ради
Рада складається з 16 депутатів та голови.
- Голова ради: Гаврилюк Валерій Михайлович
- Секретар ради: Ковальова Людмила Петрівна

### Керівний склад попередніх скликань
| Прізвище, ім'я, по батькові | Основні відомості                                                 | Дата обрання | Дата звільнення |
| --------------------------- | ----------------------------------------------------------------- | ------------ | --------------- |
| Заєць Іван Михайлович       | Сільський голова, 1950 року народження, безпартійний              | 26.03.2006   | 31.10.2010      |
| Гаврилюк Валерій Михайлович | Сільський голова, 1959 року народження, освіта вища, безпартійний | 31.10.2010   |                 |

Примітка: таблиця складена за даними сайту Верховної Ради України

### Депутати
За результатами місцевих виборів 2010 року депутатами ради стали:

#### За суб'єктами висування
| Суб'єкт висування                 | Кількість обраних депутатів | %    |
| --------------------------------- | --------------------------- | ---- |
| Самовисування                     | 10                          | 62,5 |
| Народна партія                    | 5                           | 31,3 |
| Політична партія «Сильна Україна» | 1                           | 6,3  |

#### За округами
| № округу                          | Прізвище, ім'я, по батькові        | Дата визнання обраним | Освіта  | Партійна приналежність                  | Відомості про обраного депутата           |
| --------------------------------- | ---------------------------------- | --------------------- | ------- | --------------------------------------- | ----------------------------------------- |
| Народна Партія                    |                                    |                       |         |                                         |                                           |
| 4                                 | Косік Ганна Леонідівна             | 01.11.2010            | вища    | член Народної партії                    | Миньковецька амбулаторія, мед.сестра      |
| 7                                 | Баланчук Ліля Григорівна           | 01.11.2010            | вища    | член Народної партії                    | Сільська рада с. Миньківці, секретар      |
| 8                                 | Косік Марія Вікторівна             | 01.11.2010            | вища    | член Народної партії                    | тимчасово не працює                       |
| 9                                 | Герасимчук Ірина Петрівна          | 01.11.2010            | вища    | член Народної партії                    | Вет.лікарня, вет.лікар                    |
| 13                                | Петровський Володимир Вікентійович | 01.11.2010            | середня | позапартійний                           | тимчасово не працює                       |
| Політична партія «Сильна Україна» |                                    |                       |         |                                         |                                           |
| 3                                 | Косік Вікторія Леонідівна          | 01.11.2010            | середня | член Політичної партії «Сильна Україна» | тимчасово не працює                       |
| Самовисування                     |                                    |                       |         |                                         |                                           |
| 1                                 | Левчук Валентина Олександрівна     | 01.11.2010            | середня | позапартійна                            | Миньковецький НВК, бібліотекар            |
| 2                                 | Чернюк Ніна Борисівна              | 01.11.2010            | вища    | позапартійна                            | Миньковецький НВК, вчитель                |
| 5                                 | Зелінська Зінаїда Василівна        | 01.11.2010            | середня | позапартійна                            | Миньковецький НВК, техпрацівниця          |
| 6                                 | Стахів Світлана Вікторівна         | 01.11.2010            | середня | позапартійна                            | Миньковецький НВК, техпрацівниця          |
| 10                                | Косік Наталя Андрієвна             | 01.11.2010            | середня | позапартійна                            | Відділення зв'язку с. Миньківці, керівник |
| 11                                | Сопіжко Надія Іванівна             | 01.11.2010            | вища    | позапартійна                            | тимчасово не працює                       |
| 12                                | Ковальова Людмила Петрівна         | 01.11.2010            | середня | позапартійна                            | приватний підприємець, продавець          |
| 14                                | Єжова Галина Миколаївна            | 09.01.2011            | середня | позапартійна                            | тимчасово не працює                       |
| 15                                | Дудар Ніна Петрівна                | 01.11.2010            | середня | позапартійна                            | приватний підприємець, продавець          |
| 16                                | Поліщук Сергій Станіславович       | 01.11.2010            | вища    | позапартійний                           | Миньковецька НВК, вчитель                 |

## Господарська діяльність
Основним видом господарської діяльності населених пунктів сільської ради є сільськогосподарське виробництво.